# Adam Robak
Adam Ryszard Robak (* 16. Juli 1957 in Warschau) ist ein ehemaliger polnischer Florettfechter.
Adam Robaks erster großer Erfolg war der Mannschaftsweltmeistertitel im Florett bei den Fechtweltmeisterschaften 1978 in Hamburg. Bei seiner Olympiateilnahme bei den Olympischen Spielen 1980 in Moskau gewann er mit Lech Koziejowski, Marian Sypniewski und Bogusław Zych die Mannschaftsbronzemedaille, im Einzel wurde er Zehnter. 1987 beendete er seine aktive Laufbahn und wurde Fechttrainer. Im Zeitraum von 1988 bis 1992 arbeitete Adam Robak beim Fecht-Club Grunewald Berlin, um 1993 den Olympischen Sport-Club Berlin als Cheftrainer im Nachwuchs- und Leistungssportbereich auf den Waffen Florett und Degen voranzubringen. Während seiner Zeit beim OSC Berlin war Robak von 1997 bis 2002 Bundestrainer der Rollstuhlfechter im Florett und bereitete seine Fechter erfolgreich auf zahlreiche Europameister-, Weltmeister- und Weltcuptitel vor. Im Jahre 2000 begleitete Adam Robak als Bundestrainer die Rollstuhlnationalmannschaft zu den Paralympics in Sydney, seine Schülerin Esther Weber-Kranz erreichte im Einzel sowie in der Damenflorettmannschaft die Bronzemedaille. Seit September 2006 arbeitet Adam Robak in Minden für das AS Sport und Gesundheitszentrum als Fechttrainer und Fitnesstrainer.